# Лесли, Джон (порноактёр)
Джон Лесли (англ. John Leslie, при рождении Джон Лесли Нуццо (англ. John Leslie Nuzzo); 25 января 1945, Питтсбург, — 5 декабря 2010, Милл-Вэлли) — американский порноактёр, режиссёр, сценарист и продюсер.

## Биография
В начале 70-х пел и играл на губной гармошке в мичиганской группе «The Brooklyn Blues Busters», иногда аккомпанировавшей Джону Ли Хукеру во время его выступлений на восточном побережье США. В 1973 году группа аккомпанировала певице Виктории Спайви на Энн-Арборском фестивале джаза и блюза.
В 1975 году дебютировал в порнокино, что стало началом одной из наиболее впечатляющих карьер в данной сфере. За 32 года Лесли снялся более чем в 300 фильмах и многократно удостаивался премий как актёр. Его партнершами по фильмам были известнейшие порнозвезды — среди них Сека, Кей Паркер, Аннетт Хэвен, Джульет Андерсон, Вероника Харт, Трейси Лордз, Кристи Кэнион. Наиболее заметные роли были им сыграны в фильмах «Talk Dirty to Me» (1980), «Nothing To Hide» (1981) и «Talk Dirty to Me 2» (1982).
Стал одним из первых порноактеров, переквалифицировавшихся в режиссёры (фильм 1987 года «Nightshift Nurses»). Снял более 90 фильмов (включая такие, как «The Chameleon» (1989), «Curse of the Catwoman» (1991), «Dog Walker» (1994), «Drop Sex» (1997), а также сериалы «Voyeur», «Fresh Meat» and «Crack Her Jack»). Получил множество наград и как режиссёр. Хотя многие из последних работ Лесли, в соответствии с современными тенденциями в видео для взрослых, принадлежали к жанру гонзо (например, «Fresh Meat» и «Crack Her Jack»), но он продолжал ставить и сюжетные фильмы («сексдрамы»); так, в 2007 году вышел его фильм «Brianna Love Her Fine Sexy Self».
В 1994 году женился на Кэтлин Лукас.
Занимает 20-ю строчку в списке 50 порнозвезд всех времён, составленном журналом «Adult Video News» (AVN).
Член Залов славы «Legends of Erotica», AVN и XRCO.
Умер 5 декабря 2010 года на 66-м году жизни в своём доме в Милл-Вэлли, Калифорния. Причиной смерти стал острый инфаркт миокарда.

## Избранная фильмография

### Актёр
- 1976. Cry for Cindy.
- 1976. Mary! Mary!
- 1977. Baby Face.
- 1977. Coming Of Angels.
- 1977. Desires Within Young Girls.
- 1977. Fiona on Fire.
- 1977. 7 Into Snowy.
- 1977. Sex World.
- 1977. V the Hot One.
- 1978. Pretty Peaches.
- 1979. Blonds Have More Fun.
- 1979. Candy Goes To Hollywood.
- 1979. Ecstasy Girls.
- 1979. Summer In Heat.
- 1979. Talk Dirty to Me.
- 1980. F.
- 1980. Insatiable.
- 1980. Skin on Skin.
- 1980. Star of the Orient.
- 1980. Ultra Flesh.
- 1980. Wicked Sensations.
- 1981. Aunt Peg’s Fulfillment.
- 1981. Bad Girls.
- 1981. My Sister Seka.
- 1981. Nothing To Hide.
- 1981. Outlaw Ladies.
- 1982. 1001 Erotic Nights.
- 1982. Oriental Hawaii.
- 1982. Talk Dirty to Me.
- 1983. Dixie Ray Hollywood Star.
- 1983. Suzie Superstar.
- 1984. Breaking It.
- 1984. Every Woman Has A Fantasy.
- 1984. Firestorm.
- 1984. Never Sleep Alone.
- 1984. Spitfire.
- 1984. Stiff Competition.
- 1984. Talk Dirty to Me 3.
- 1985. Erotic City.
- 1985. Suzie Superstar 2.
- 1985. Taboo 4.
- 1985. Tower of Power.
- 1985. Wild Things.
- 1986. Beyond Desire.
- 1986. Every Woman Has A Fantasy 2.
- 1986. Lust on the Orient Express.
- 1986. Miami Spice 2.
- 1986. Talk Dirty to Me 4.
- 1986. Wild Things 2.
- 1987. Barbara Dare’s Roman Holiday.
- 1987. Firestorm 2.
- 1987. Firestorm 3.
- 1987. Nightshift Nurses.
- 1987. Porsche.
- 1987. Talk Dirty to Me 5.
- 1988. Beauty and The Beast.
- 1988. Catwoman.
- 1988. Goin' Down Slow.
- 1988. Suzie Superstar: the Search Continues.

### Режиссёр
- 1987. Nightshift Nurses.
- 1988. Catwoman.
- 1989. Chameleon.
- 1991. Curse of the Catwoman.
- 1992. Chameleons: Not The Sequel.
- 1994. Bad Habits.
- 1994. Dog Walker.
- 1997. Drop Sex.
- 2004. Drop Sex 2.
- 2007. Brianna Love Her Fine Sexy Self.

## Награды

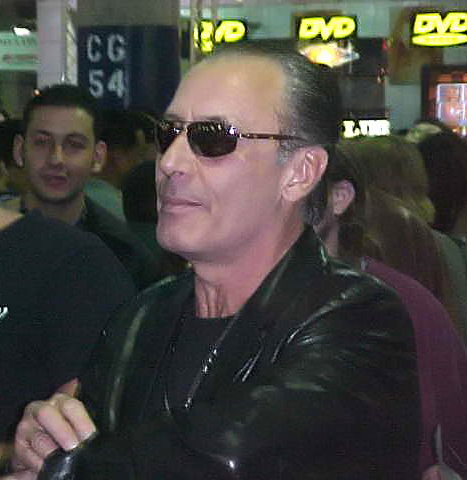
Джон Лесли, 2000 год

### Актёр
- 1977. Премия AFAA лучшему актёру второго плана за фильм «Coming of Angels»[9]
- 1980. Премия AFAA лучшему актёру за фильм «Talk Dirty to Me»[9]
- 1980. Премия CAFA лучшему актёру за фильм «Talk Dirty to Me»[9]
- 1981. Премия AFAA лучшему актёру за фильм «Wicked Sensations»[9]
- 1982. Премия AFAA лучшему актёру за фильм «Talk Dirty to Me 2»[9]
- 1982. Премия CAFA лучшему актёру за фильм «Talk Dirty to Me 2»[9]
- 1984. Премия AFAA лучшему актёру за фильмы «Dixie Ray Hollywood Star» и «Every Woman has a Fantasy»[9]
- 1984. Премия XRCO за лучшую секс-сцену в фильме «Every Woman has a Fantasy»[10]
- 1985. Премия AFAA лучшему актёру за фильм «Taboo 4»[9]
- 1985. Премия AVN лучшему актёру второго плана в кинофильме за фильм «Firestorm»[11]
- 1986. Премия XRCO лучшему актёру за фильм «Every Woman has a Fantasy 2»[9]
- 1987. Премия AVN лучшей паре в кинофильме за фильм «Wild Things» (совместно с Робин Каннс)[11]
- 1988. Премия AVN лучшему актёру в кинофильме за фильм «Firestorm 2»[11]
- 1988. Премия XRCO лучшему актёру за фильм «Beauty and the Beast»[9]

### Режиссёр
- 1987. Премия XRCO лучшему режиссёру видеофильма за фильм «Nightshift Nurses»[9]
- 1988. Премия XRCO лучшему режиссёру за фильм «Catwoman»[9]
- 1989. Премия AVN лучшему режиссёру видеофильма за фильм «Catwoman»[11]
- 1992. Премия XRCO лучшему режиссёру видеофильма за фильм «Chameleons: Not The Sequel»[12]
- 1994. Премия XRCO лучшему режиссёру за фильм «Dog Walker»[12]
- 1994. Премия XRCO лучшему режиссёру года[12]
- 1995. Премия AVN лучшему режиссёру за фильм «Dog Walker»[11]
- 1995. Премия AVN лучшему режиссёру видеофильма за фильм «Bad Habits»[11]
- 1997. Премия AVN лучшему режиссёру фильма, состоящего только из порносцен, за фильм «John Leslie’s Fresh Meat 3»[11]
- 1997. Премия XRCO лучшему режиссёру года[12]
- 1998. Премия AVN лучшему режиссёру фильма, состоящего только из порносцен, за фильм «John Leslie’s Fresh Meat 4»[11]
- 1998. Премия XRCO лучшему режиссёру года[12]
- 1999. Премия AVN лучшему режиссёру фильма, состоящего только из порносцен, за фильм «John Leslie’s Fresh Meat 5»[11]
- 1999. Премия AVN лучшему режиссёру видеофильма за фильм «The Lecher 2»[11]
- 2000. Премия AVN лучшему режиссёру фильма, состоящего только из порносцен, за фильм «The Voyeur 12»[11]

### Сценарист
- 1989. Премия AVN лучшему сценаристу видеофильма за фильм «Catwoman» (совместно с Марком Вейссом)[11]
- 1995. Премия AVN лучшему сценаристу за фильм «Dog Walker»[11]